# Al Fray
Pour les articles homonymes, voir Fray (homonymie).
Al Fray, né Ralph Wellner Salaway le 13 novembre 1913 et mort le 25 octobre 1991, est un écrivain américain, auteur de roman policier.

## Biographie
Al Fray publie son premier roman And Kill Once More en 1955. Quatre autres romans suivent jusqu'en 1960.
Claude Mesplède et Jean-Jacques Schleret analyse les œuvres d’Al Fray comme « caractéristiques par leurs thèmes et construction de cette période des années 50 du roman noir ». Selon Claude Mesplède, la fin  d'Aux pieds de la sirène (Built for Trouble) « est un véritable régal ».
Une note sur la couverture de l'édition américaine du dernier roman The Dame's the Game « A Barney Conroy Suspense Novel » peut laisser entendre qu'il s'agit du début d’une série avec Barney Conroy, mais aucune autre aventure de ce héros ne sera publiée.

## Œuvre

### Romans
- And Kill Once More, 1955
- The Dice Spelled Murder, 1957
- Come Back for More, 1958
  - Attention : freins puissants, Série noire no 474, 1959
- Built for Trouble, 1958
  - Aux pieds de la sirène, Série noire no 568, 1960
- The Dame's the Game, 1960
  - Un pari à Las Vegas, Inter-Police no 54, 1961

## Sources
- Claude Mesplède, Les Années Série noire vol.1 (1945-1959) Encrage « Travaux » no 13, 1992
- Claude Mesplède, Les Années Série noire vol.2 (1959-1966) Encrage « Travaux » no 17, 1993
- Claude Mesplède et Jean-Jacques Schleret, SN Voyage au bout de la noire, Futuropolis, 1982

- (en) Cet article est partiellement ou en totalité issu de l’article de Wikipédia en anglais intitulé « Ralph Salaway » (voir la liste des auteurs).